# كلاشنكوف (فلم)
كلاشنكوف فيلم مصري من إنتاج 2008 وهو من بطولة محمد رجب وغادة عادل وصلاح عبد الله ودرة.

## قصة الفيلم
تدور أحداث الفيلم حول قاتل أجير اسمه خالد دياب (محمد رجب) عاش عدة سنوات في إيطاليا ويعمل عند طه (صلاح عبد الله). يقتل العديد من الناس ثم يقع الدور علي المذيعة هند الراوي (غادة عادل) فيحميها ويقع في حبها وتتوالي الأحداث.

## الممثلون
- محمد رجب
- غادة عادل
- صلاح عبد الله
- درة
- شيري عادل
- يوسف داود
- محمود البزاوي
- أحمد دياب
- زايد فؤاد
- شريف خير الله
- الطفل مروان وجيه

## روابط خارجية
- مقالات تستعمل روابط فنية بلا صلة مع ويكي بيانات